# Camperdown (Wiktoria)
Camperdown – miasto w stanie Wiktoria w Australii, siedziba hrabstwa Corangamite.

## Galeria

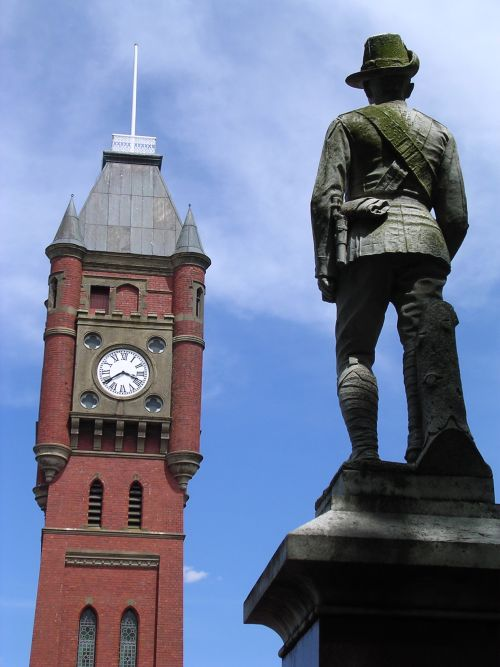
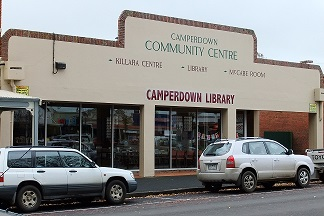
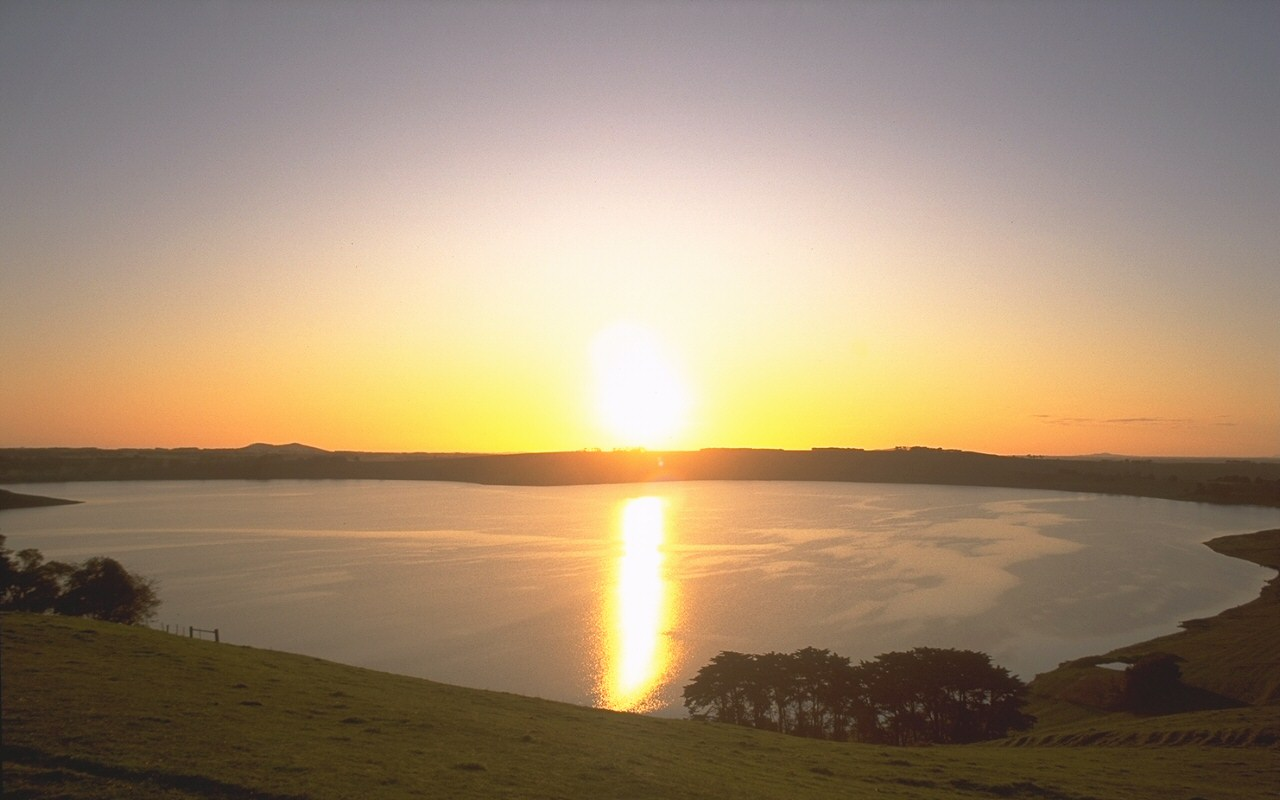